# 外廚增十四
船尾座18，又名BD-13 2420，HD 68146、SAO 153924、HR 3202，是船尾座的一颗恒星，视星等为5.54，位于銀經234.57，銀緯10.61，其B1900.0坐标为赤經8h 6m 1.7s，赤緯-13° 10.61′ 18″。